# Amiota xishuangbanna
Amiota xishuangbanna är en tvåvingeart som beskrevs av Chen och Aotsuka 2005. Amiota xishuangbanna ingår i släktet Amiota och familjen daggflugor. Inga underarter finns listade i Catalogue of Life.